# مقاطعة جانجسونج
مقاطعة جانجسونج (بالكورية: 장성군؛ بالرومنة: Jangseong-gun) هي مقاطعة تقع في إقليم جولا الجنوبي (South Jeolla Province) في كوريا الجنوبية. تقع جانجسونج في المنطقة الجنوبية من شبه الجزيرة الكورية، وتُعد مدينتا غوانغجو وناجو الأقرب جغرافيًا إليها. ضمن إقليم جولا الجنوبي، تقع المقاطعة بالقرب من الحدود الشمالية للإقليم، حيث تلتقي بإقليم جولا الشمالي.
يُعتقد أن جانجسونج هي مسقط رأس هونغ غيل دونغ، وهو شخصية شعبية أسطورية في الفلكلور الكوري تشبه روبن هود. وتُقام في المقاطعة احتفالية هونغ غيل دونغ، حيث يُنظم مهرجان سنوي يُقام في موقع مخصص للركوع أو التحية التقليدية، على ضفاف نهر محلي. وقد تم اختيار مهرجان هونغ غيل دونغ كـ"مهرجان متميز" على مستوى إقليم جولا الجنوبي.
كما تحتضن المقاطعة مدرسة القوات المدرعة التابعة لجيش جمهورية كوريا (مدرسة الدروع)، وهي منشأة عسكرية مهمة تابعة للجيش الكوري الجنوبي.

## التقسيمات الإدارية لمقاطعة جانجسونج
تتكون التقسيمات الإدارية لمقاطعة جانجسونج من: مدينة واحدة، عشر بلدات ريفية بإجمالي 123 قرية. تبلغ مساحة المقاطعة حوالي 518.5 كيلومتر مربع. وبحسب بيانات 31 مارس 2011، يبلغ عدد الأسر في المقاطعة 20,840 أسرة، بينما يبلغ عدد السكان 47,239 نسمة.

## حريق مايو 2014
اندلع حريق كبير في مستشفى بسعة 397 سريرًا، افتُتح في عام 2007 في مقاطعة جانجسونج، وذلك بعد منتصف الليل بقليل في 28 مايو 2014. أسفر الحريق عن وفاة 21 مريضًا وممرضة واحدة، كما أصيب عدد من الأشخاص الآخرين بجروح متفاوتة الخطورة.

## روابط خارجية
الصفحة الرئيسية لحكومة المقاطعة